# لیکوی شمشیری
لیکوهای شمشیری پرندگانی در سرده‌های Pomatorhinus و Jabouilleia از تیرهٔ بزرگ گنجشک‌های جهان قدیم هستند. اینها پرندگان مناطق گرمسیری آسیا هستند و بیشترین تعداد گونه‌ها در تپه‌های هیمالیا یافت می‌شوند.
لیکوهای شمشیری پرندگانی خشکی‌زی، بلندقامت، با جثه‌ای متوسط، دمی آویزان و پرهایی نرم و پف‌دار هستند. آنها پاهای قوی دارند و کاملاً زمین‌زی هستند. این گروه مهاجرت قوی‌ای ندارند و بیشتر گونه‌ها بال‌های کوتاه و گرد و پرواز ضعیفی دارند.
همانند دیگر گونه‌های لیکو، آنها اغلب در گروه‌هایی تا دوازده تایی یافت می‌شوند، و گونه‌های جنگل‌های بارانی مانند لیکوی شمشیری هندی اغلب در گله‌های آمیخته که مختص جنگل‌های گرمسیری آسیا هستند، یافت می‌شوند.